# ケビリ県
ケビリ県（ケビリけん、アラビア語：ولاية قبلي、英語：Kebili Governorate） は、チュニジアの県である。チュニジアの南西に位置し、アルジェリアと国境を接している。人口は143,000人（2004年）、面積は22,084km2。県都はケビリである。

## 地理
ケビリ県の気候では、冬（夜は非常に寒い）と夏（高温）は暮らしにくい。この地域を訪れるのに適した時期は、春と秋の終わりごろである。ケビリ県は、ジェリド湖として知られているチュニジアで一番大きな塩田の大部分を占めている。